# Сара Вотерс
Сара Ен Вотерс (енгл. Sarah Ann Waters, Најланд, Пемброкшир, Велс, 21. јул 1966 ) је велшка списатељица. Најпознатија је по својим романима смештеним у викторијанско друштво и са лезбејским протагонистима, као што су Tipping the Velvet и Fingersmith (Џепарош).

## Живот и образовање

### Рани живот
Сара Вотерс је рођена у Нејленду, Пемброкшир, Велс 1966. Касније се преселила у Мидлсбро, у Енглеској, када је имала осам година. Одрасла је у породици која је укључивала њеног оца Рона, мајку Мери и „много старију“ сестру.Њена мајка је била домаћица, а отац инжењер који је радио у рафинеријама нафте.Своју породицу описује као „прилично идиличну, веома безбедну и неговану“. Њен отац, "фантастично креативна особа", подстицао ју је да гради и измишља.
Вотерс је рекла: „Када себе замишљам као дете, видим себе како конструишем нешто, од пластелина, папир-машеа или Мекана; и ја сам уживала да пишем песме и приче. Писала је приче и песме које описује као „ужасне готичке пастише“, али није планирала своју каријеру. Упркос очигледном уживању у писању, у младости није осећала никакав посебан позив или склоност да постане романописац.
| „ | Не знам да ли сам много размишљала о томе, заиста. Знам да сам дуго желела да будем археолог – као многа деца. И мислим да сам знала да идем на универзитет, иако нико други у мојој породици није био за то. Заиста сам уживала у учењу. Сећам се да ми је мајка рекла да ћу једног дана можда отићи на факултет и написати тезу и објаснити шта је то; и чинило се веома узбудљивом перспективом. Очигледно сам била помало штребер. | ” |

Вотерс је била присталица Кампање за нуклеарно разоружање, придруживши јој се као резултат утицаја њеног дечка у то време. Политички, увек се идентификовала као левичарка.

### Образовање
Након гимназије Милфорд Хавен, Вотерс је похађала универзитет и стекла диплому из енглеске књижевности. Дипломирала је на Универзитету у Кенту, магистрирала на Универзитету Ланкастер и докторирала на Универзитету Краљица Мари у Лондону. Њена докторска теза под насловом Wolfskins and togas: lesbian and gay historical fictions, 1870 to the present (Вукове коже и тоге : лезбејске и геј историјске фикције, 1870 до данас),  послужиле су као инспирација и материјал за будуће књиге. У оквиру свог истраживања читала је порнографију из 19. века, у којој је наишла на наслов своје прве књиге, Tipping the Velvet.  Међутим, њени књижевни утицаји се такође налазе у популарним класицима викторијанске књижевности, као што су Чарлс Дикенс, Вилки Колинс и Бронте, и у савременим романописцима који комбинују велико интересовање за Викторијану са постмодернистичким приступом фикцији, посебно А. С. Бајат и Џона Фаулса. Nights at the Circus (Ноћи у циркусу) Анђеле Картер имале су огроман утицај и на њен дебитантски роман, а Вотерс је хвали због њене књижевне прозе, њеног „заједничког додира“ и њене посвећености феминизму. 

### Лични живот
Вотерс се изјаснила као лезбејка касних 1980-их.  У вези је са уредницом Луси Вон од 2002.  Од 2007. живи у Кенингтону, југоисточни Лондон.

## Каријера
Пре писања романа, Вотерс је радила као академик, докторирала и предавала.  Вотерс је од докторске тезе директно прешла на свој први роман. Током процеса писања тезе мислила је да ће написати роман; почела је чим је теза завршена.  Њен рад је веома истраживачки интензиван, што је аспект у коме она ужива. Вотерс је накратко била члан дугогодишњег круга лондонских северних писаца, чији су чланови, између осталих, били романописци Чарлс Палисер и Нил Блекмор. 
Са изузетком The Little Stranger (Малог странца), све њене књиге садрже лезбејске теме, а њој не смета да буде означена као лезбејска списатељица. Рекла је: "Пишем са јасним лезбејским планом у романима. То је управо у срцу књига." Упркос овој „уобичајеној агенди у задиркивању лезбејских прича из делова историје који се сматрају прилично хетеросексуалним“,  она такође своје лезбејске протагонисткиње назива „случајним“, због сопствене сексуалне оријентације. "Тако је то у мом животу, и тако је, заиста, већини лезбејки и геј људи, зар не? То је некако једноставно у твом животу." 
Њени ауторски утицаји су Чарлс Дикенс, Вилки Колинс, Мери Шели, Бронте, Џон Фаулс, А. С. Бајат и Анђела Картер.

### Tipping the Velvet(1998)
Њен дебитантски рад био је викторијански пикарски роман Tipping the Velvet, који је објавио Virago Press 1998. године. За писање романа било је потребно 18 месеци. Књига је добила наслов из викторијанског сленга за кунилингус.  Вотерс описује роман као „веома оптимистичан [...] својеврсни бунт“. 
Освојио је награду Betty Trask 1999. и био је у ужем избору за награду John Llewellyn Rhys Prize.
Године 2002. роман је адаптиран у истоимену троделну серију за BBC Two. Преведен је на најмање 24 језика, укључујући кинески, летонски, мађарски, корејски и словеначки. 

### Афинитет(1999)
Вотерсова друга књига, Affinity (Афинитет), објављена је годину дана након њене прве, 1999. године. Роман, такође смештен у викторијанско доба, усредсређује се на свет викторијанског спиритуализма. Док је завршавала свој дебитантски роман, Вотерс је радила на академском раду о спиритуализму. Комбиновала је своја интересовања за спиритуализам, затворе и викторијанску еру у Афинитету, који прича причу о односу између жене из више средње класе и затвореног спиритуалисте.
Роман је мање лакомислен од оних који су му претходили и уследили. Вотерсовој је било мање пријатно писати.  „Био је то веома суморан свет у који смо морали да идемо сваки дан“, рекла је она. 
Афинитет је освојио Stonewall Book Award и награду Сомерсет Мом. Ендрју Дејвис је написао сценарио адаптације Афинитета и резултирајући играни филм премијерно је приказан 19. јуна 2008. на вечери отварања Фрамелине ЛГБТ филмског фестивала у Сан Франциску у позоришту Кастро.

### Џепарош(2002)
Fingersmith (Џепарош) је објављен 2002. Ушао је у ужи избор за Букерову награду и Женску награду за белетристику.
Џепарош је направљен као серија за BBC One 2005. године, са Сели Хокинс, Елејн Кесиди и Имелдом Стонтон у главним улогама. Вотерс је одобрила адаптацију, назвавши је „стварно квалитетном емисијом“ и рекла да је „веома верна књизи. Понекад је била сабласно верна књизи, што је било узбудљиво“. Јужнокорејски редитељ Парк Чан-вук је касније поново адаптирао роман у филм The Handmaiden из 2016. године, који је причу поставио у Кореју под јапанском окупацијом 1930-их.
Певач и уметник Дејвид Боуви прогласио је Џепароша једном од својих „100 најбољих књига“. 

### Ноћна стража(2006)
The Night Watch (Ноћној стражи) је требало четири године да Вотерс напише.   Од прва три романа се разликује по свом временском периоду и структури. Иако су се њена теза и претходне књиге фокусирале на 19. век, Вотерс је рекла да ме је „нешто из 1940-их звало”.  Такође је била мање чврсто исцртана од њених других књига. Ватерс је рекла,
| „ | Имала сам мање-више да схватим књигу док сам пролазила – што је за мене било веома дуготрајно и узнемирујуће искуство, док сам испробавала сцене и поглавља на много различитих начина. Завршила сам са гомилом одбијених сцена високих око три стопе. На крају је било задовољавајуће, схватајући шта тачно треба да иде; али много времена се осећало као рвачки меч. | ” |

Роман говори о мушкарцу и три жене у Лондону 1940-их. Вотерс га описује као „у основи роман о разочарењу и губитку и издаји“, као и „стварном контакту између људи и истинској интимности“. 
Године 2005. Вотерс је добила највишу понуду (1.000 фунти) током добротворне аукције у којој је награда била прилика да се име победника овековечи у Ноћној стражи. На аукцији су учествовали многи познати британски романописци, а име понуђача, ауторке Мартине Кол, појавило се у Вотерсовом роману. 
Ноћна стража је адаптирана за телевизију од стране BBC2 и емитована 12. јула 2011.

### Мали странац(2009)
Такође смештен у 1940-те, The Little Stranger (Мали странац) се такође разликује од Вотерсових претходних романа. То јој је први пут без изразито лезбејских ликова. У почетку, Вотерс је кренула да напише књигу о економским променама које је донео социјализам у послератној Британији, а рецензенти примећују везу са Евелин Во.  Током стварања романа, претворио се у причу о духовима, фокусирајући се на породицу племића која поседује велику сеоску кућу коју више не могу да приуште да одржавају.

### Гости који плаћају(2014)
Радња романа The Paying Guests (Гости који плаћају) смештена је у 1920-те, у друштвене и економске последице Првог светског рата. Домаћинства су у смањеним околностима и Френсис Реј и њена мајка морају да примају станаре да би наставиле даље. Развијајући лезбејски однос између Франсис и станара Лилиан Барбер пружа сложену позадину за истрагу убиства која заузима другу половину књиге. The Observer је рекао: „Непоновљива Сара Вотерс се са апломбом носи са драматичном кључном променом у свом новом роману смештеним у 1920-те у јужном Лондону.  The Telegraph је то описао као "сабласно, виртуозно писање". 

## Почасти и награде
Вотерс је проглашена једним од Грантиних 20 „најбољих младих британских писаца“ у јануару 2003. Исте године је добила награду South Bank за књижевност. Проглашена је за аутора године на Британским књижевним наградама 2003.  И 2006. и 2009. освојила је "Писаца године" на годишњој додели Стоунвол награда. Изабрана је за члана Краљевског књижевног друштва 2009.  Има почасну диплому Универзитета Ланкастер. Нашла се на Пинц листи водећих велшких ЛГБТ личности. 
Именована је за официра Ордена Британске империје (ОБЕ) на рођенданским почастима 2019. за заслуге у књижевности. 

### Tipping the Velvet
- Награда Betty Trask, 1999.
- Најбоља књига године по избору Библиотечког часописа, 1999.
- Mail on Sunday/Награда Џона Луелина Риса, 1999.
- Награда New York Times-а за запажену књигу године, 1999.
- Ferro-Grumley награда за лезбејску и геј фикцију (ужи избор), 2000.
- Ламбда књижевна награда за фикцију, 2000.

### Афинитет
- Stonewall Book Award (American Library Association GLBT Roundtable Book Award), 2000.
- Награда Уметничког савета Велса за књигу године (ужи избор), 2000.
- Феро-Грамли награда за лезбејску и геј фикцију, 2000.
- Ламбда књижевна награда за фикцију (ужи избор), 2000.
- Mail on Sunday/Награда Џона Луелина Риса (ужи избор), 2000.
- Награда Сомерсет Мом, 2000.
- Награда Sunday Times-а за младог писца године, 2000.
- Најбоља преведена криминалистичка фантастика године у Јапану, Kono Mystery ga Sugoi! 2004.

### Џепарош
- Удружење писаца злочина Ellis Peters Historical Dagger, 2002.
- Награда Букер за белетристику (ужи избор), 2002.
- Женска награда за белетристику награда за белетристику (ужи избор), 2002.
- Британске књижевне награде за аутора године, 2003.
- Најбоља преведена криминалистичка фантастика године у Јапану, Kono Mystery ga Sugoi! 2005.

### Ноћна стража
- Награда Букер за фикцију (ужи избор), 2006.
- Женска награда за белетристику (ужи избор), 2006.
- Ламбда књижевна награда, 2007.

### Мали странац
- Награда Букер за белетристику (ужи избор), 2009. [28]
- Номинован за награду Ширли Џексон, 2009. [29]

### Гости који плаћају
- Бејлизова женска награда за белетристику (ужи избор) 2015.

### Документарна литература
- A Girton Girl on a throne: Queen Christina and versions of lesbianism, 1906-1933, Feminist Review (46): 41–60.
- The Most Famous Fairy in History: Antinous and Homosexual Fantasy, Journal of the History of Sexuality, 6 (2): 194–230.
- Wolfskins and togas : lesbian and gay historical fictions, 1870 to the present, (PhD thesis). Queen Mary, University of London.

### Новеле
- Tipping the Velvet, 1998.
- Affinity, 1999.
- Fingersmith (Џепарош), 2002.
- The Night Watch (Ноћна стража), 2006.
- The Little Stranger (Мали странац), 2009.
- The Paying Guests (Гости који плаћају), 2014.

### Критичке студије и осврти на Вотерсов рад
- Hughes, Emma (10 September 2014). "[Untitled review of The paying guests]". Books. Country Life. 208 (37): 138.

## Адаптације
| - Tipping the Velvet (2002), BBC Two - Fingersmith (2005), BBC One - Affinity (2008), ITV1 - The Night Watch (2011), BBC Two | - Tipping the Velvet (2015) - The Night Watch (2019) |

### Филм
- The Handmaiden (Слушкиња) (2016)
- The Little Stranger (Мали странац) (2018)